# European Community on Computational Methods in Applied Sciences
Die European Community on Computational Methods in Applied Sciences (ECCOMAS) ist eine 1993 gegründete wissenschaftliche Organisation. In ihr sind 23 europäische Vereinigungen zusammengeschlossen, die sich mit Berechnungsmethoden in Wissenschaft und Technik beschäftigen. Ziel ist es, die Zusammenarbeit zwischen Universitäten, Forschungszentren und der Industrie auf dem Gebiet der numerischen Methoden und Computersimulationen in den Ingenieur- und angewandten Wissenschaften zu fördern. Zu den lokalen Vereinigungen gehören u. a. die französische SMAI, die italienische SIMAI, die deutsche GAMM, die griechische GRACM, und das niederländische NMC, siehe auch Abschnitt Mitglieder.
Der allgemeine ECCOMAS-Kongress findet alle zwei Jahre statt, im Wechsel mit den thematischen Konferenzen, welche ebenfalls einem Zweijahreszyklus folgen (30 thematische Konferenzen im Jahr 2023).

## Preise
Die ECCOMAS vergibt alle zwei bis vier Jahre drei Medaillen, zwei Preise für Nachwuchsforscher und zwei Doktorandenpreise:
- Euler-Medaille[7]: Diese Auszeichnung wird alle zwei Jahre für herausragende Leistungen auf dem Gebiet der rechnergestützten Festkörper- und Strukturmechanik verliehen. Ausgezeichnete Arbeiten fördern das Verständnis der mathematischen Theorie sowie die Entwicklung von Methoden.
- Prandtl-Medaille[7]: Diese Auszeichnung wird alle zwei Jahre für herausragende Leistungen auf dem Gebiet der numerischen Strömungsmechanik verliehen. Die Preisträger leisten einen wichtigen Beitrag zum Verständnis der Theorie sowie zur Methoden-Entwicklung.
- Ritz-Galerkin-Medaille[7]: Die Ritz-Galerkin-Medaille ist die höchste Auszeichnung, welche von der ECCOMAS verliehen alle vier Jahre wird. Geehrt werden Personen, welche während des Großteils ihrer beruflichen Laufbahn herausragende Beiträge auf dem Gebiet der Berechnungsmethoden in den angewandten Wissenschaften geleistet haben.
- O. Zienkiewicz Young Investigator Award[8]: Diese Auszeichnung wird alle zwei Jahre an junge Wissenschaftler verliehen, welche herausragende Arbeiten auf dem Gebiet der computergestützten Ingenieurwissenschaften geleistet haben.
- J.L. Lions Young Investigator Award[8]: Diese Auszeichnung wird alle zwei Jahre an junge Wissenschaftler verliehen, welche herausragende Arbeiten auf dem Gebiet der computergestützten Mathematik geleistet haben.
- Doktorandenpreise (jährlich)[9]: Der „PhD-Award“ wird jährlich an zwei Doktoranden verliehen, die im Laufe dieses Jahres ihre Doktorarbeit verteidigt haben. Jeder, der diese Voraussetzung erfüllt, kann für den Preis auf nationaler Ebene benannt werden. Jeder ECCOMAS-Mitgliedsverband wählt eine dieser Bewerbungen aus, um sie als offiziellen Kandidaten vorzuschlagen.

### Bisherige Preisträger
| Ritz-Galerkin-Medaille | Ritz-Galerkin-Medaille         | Prandtl-Medaille | Prandtl-Medaille                              | Euler-Medaille | Euler-Medaille                      |
| ---------------------- | ------------------------------ | ---------------- | --------------------------------------------- | -------------- | ----------------------------------- |
| 2008                   | Prof. Giulio Maier, Italien    | 2008             | Prof. Antonio Huerta, Spanien                 | 2008           | Prof. Peter Wriggers, Deutschland   |
|                        |                                | 2010             | Prof. Ken Morgan, Vereinigtes Königreich      | 2010           | Prof. Bernhard Schrefler, Italien   |
| 2012                   | Prof. Erwin Stein, Deutschland | 2012             | Prof. Roger Ohayon, Frankreich                | 2012           | Prof. Herbert Mang, Österreich      |
|                        |                                | 2014             | Prof. Sergio Idelsohn, Argentinien            | 2014           | Prof. Franco Brezzi, Italien        |
| 2016                   | Prof. Franco Brezzi, Italien   | 2016             | Prof. Wolfgang A. Wall, Deutschland           | 2016           | Prof. Ferdinando Auricchio, Italien |
|                        |                                | 2018             | Prof. Ramon Codina, Spanien                   | 2018           | Prof. Ekkehard Ramm, Deutschland    |
| 2020                   | Prof. Eugenio Oñate, Spanien   | 2020             | Prof. Spencer Sherwin, Vereinigtes Königreich | 2020           | Prof. Alessandro Reali, Italien     |
|                        |                                | 2022             | Prof. Harald Van Brummelen, Niederlande       | 2022           | Prof. Alfio Quarteroni, Italien     |
| 2024                   | Prof. Alfio Quarteroni, Italy  | 2024             | Prof. Ernst Rank, Germany                     | 2024           | Prof. Remi Abgrall, Switzerland     |

## Präsidenten
- Jacques Périaux (1993–1996)[10]
- Oskar Mahrenholtz (1996–2000)
- Eugenio Oñate (2000–2004)
- Herbert Mang (2005–2009)
- Manolis Papadrakakis (2009–2013)
- Ekkehard Ramm (2013–2017)
- Michał Kleiber (2017–2021)[11]
- Ferdinando Auricchio (2021– 2026)[12]
- Trond Kvamsdal (2026 – )

## Mitglieder
ECCOMAS hat zahlreiche Mitgliedsorganisationen innerhalb des europäischen Raumes, um eine forschungsstarkes Netzwerk zu bilden und einen wesentlichen Beitrag zur Forschung in der angewandten Mathematik, Informatik und den Ingenieurwissenschaften zu leisten. Darüber hinaus ist es auch möglich, als Einzelperson eine Mitgliedschaft zu erwerben.
| Acronym     | Association | Country                                                                                       |
| ----------- | --- | --------------------------------------------------------------------------------------------- |
| AIMETA/GIMC | AIMETA/Gruppo Italiano di Meccanica Computazionale                                                                     | Italy                                                                                         |
| APMTAC      | Associação Portuguesa de Mecânica Teórica, Aplicada e Computacional                                                    | Portugal                                                                                      |
| BNCTAM      | Belgian National Committee for Theoretical and Applied Mechanics                                                       | Belgium                                                                                       |
| CEACM       | Central European Association for Computational Mechanics                                                               | Austria, Bosnia and Herzegovina, Croatia, Hungary, Poland, Slovakia, Slovenia, Czech Republic |
| CSMA        | Computational Structural Mechanics Association                                                                         | France                                                                                        |
| ERCOFTAC    | European Research Community on Flow Turbulence and Combustion                                                          | Belgium                                                                                       |
| FMS         | Finnish Mathematical Society                                                                                           | Finland                                                                                       |
| GACM        | German Association of Computational Mechanics                                                                          | Germany                                                                                       |
| GAMM        | Gesellschaft für Angewandte Mathematik und Mechanik                                                                    | Germany                                                                                       |
| GAMNI/SMAI  | Groupe pour l’Avancement des Méthodes Numériques de l’Ingénieur / Société de Mathématiques Appliquées et Industrielles | France                                                                                        |
| GRACM       | Greek Association for Computational Mechanics                                                                          | Greece                                                                                        |
| IACMM       | Israel Association for Computational Methods in Mechanics                                                              | Israel                                                                                        |
| NMC         | Netherlands Mechanics Committee                                                                                        | Netherlands                                                                                   |
| NOACM       | Nordic Association for Computational Mechanics                                                                         | Denmark, Norway, Finland, Estonia, Latvia, Lithuania, Sweden, Iceland                         |
| ONIV        | Association for Scientific and Engineering Computations                                                                | Russia                                                                                        |
| PACM        | Polish Association for Computational Mechanics                                                                         | Poland                                                                                        |
| SEMA        | Sociedad Española de Matemática Aplicada                                                                               | Spain                                                                                         |
| SEMIC       | Sociedad Española de Mecánica e Ingeniería Computacionales                                                             | Spain                                                                                         |
| SIMAI       | Società Italiana di Matematica Applicata e Industriale                                                                 | Italy                                                                                         |
| SSCM        | Serbian Society for Computational Mechanics                                                                            | Serbia                                                                                        |
| SWICCOMAS   | Swiss Consortium on Computational Methods in Applied Sciences                                                          | Switzerland                                                                                   |
| TCNTAM      | Turkish National Committee on Theoretical and Applied Mechanics                                                        | Turkey                                                                                        |
| UKACM       | UK Association for Computational Mechanics                                                                             | United Kingdom                                                                                |

## EYIC
Die Abkürzung EYIC steht für das *ECCOMAS Young Investigators Committee* (Komitee der jungen Wissenschaftler der ECCOMAS), eine wichtige Institution innerhalb ECCOMAS. Das EYIC setzt sich aus jeweils einem Vertreter der nationalen Mitgliedsorganisationen zusammen. Bei ihrer Nominierung dürfen die Mitglieder des Komitees jedoch nicht älter als 36 Jahre sein und während ihrer Mitgliedschaft das Alter von 40 Jahren nicht überschreiten.
Das Komitee verfolgt eine Vielzahl an Aufgaben, die maßgeblich auf die Förderung der Interessen und Bedürfnisse junger Wissenschaftler in den Bereichen Mathematik, Ingenieurwissenschaften und den angrenzenden Disziplinen ausgerichtet sind. Besonders hervorzuheben ist die alle zwei Jahre stattfindende *ECCOMAS Young Investigators Conference*. Diese Konferenz bietet jungen Forschern eine wertvolle Plattform, um ihre aktuellen wissenschaftlichen Arbeiten und innovativen Ideen einem internationalen Publikum vorzustellen.
Neben den wissenschaftlichen Präsentationen liegt ein weiterer Fokus auf der Förderung des persönlichen Netzwerks und der sozialen Interaktion unter jungen Forschern. Im Rahmen der ECCOMAS Jahrestagung wie auch der EYIC werden verschiedene soziale Events organisiert, die den Austausch zwischen den Mitgliedern erleichtern und den Aufbau langfristiger Beziehungen unterstützen. Durch ihre Stimme im Board der ECCOMAS, spielt das EYIC somit eine zentrale Rolle dabei, den jungen Wissenschaftlern eine Stimme zu verleihen und auch ihre aktive Teilnahme an der Gestaltung der Zukunft der Wissenschaften zu fördern.